# Guthmannshausen
Guthmannshausen är en ortsteil i kommunen Buttstädt i Landkreis Sömmerda i förbundslandet Thüringen i Tyskland. Guthmannshausen var en kommun fram till den 1 januari 2019 när den uppgick i Buttstädt. Guthmannshausen hade 712 invånare 2018.